# Jörg Baldauf
Jörg Baldauf (* 19. August 1967 in Sindelfingen) ist ein ehemaliger deutscher Behindertensportler im Bereich des nordischen Skisports. Baldauf, der durch einen Verkehrsunfall im Jahr 1990 am linken Arm und rechten Bein behindert ist, lebt und trainiert in Schönau, einem Ortsteil von Grünenbach im Allgäu. Jörg Baldauf startete in der Behindertenklasse LW 9.
Baldauf nahm 1998 in Nagano erstmals an den Paralympischen Winterspielen teil. Dies waren auch seine erfolgreichsten Paralympischen Winterspiele. Im 5 km klassisch hatte Baldauf kurz vor dem Ziel einen schweren Sturz, so dass er mit nur 2,0 Sekunden Rückstand hinter Bronze auf Platz 4 landete und damit seine beste Platzierung bei den Paralympischen Winterspielen erreichte.
Bei den Weltmeisterschaften der Behinderten 2003 in Baiersbronn holte Baldauf mit der Staffel im 5 km Klassisch die Silbermedaille sowie zwei 4. Plätze im Biathlon.
Weitere beachtliche Erfolge sind die zwei Goldmedaillen bei der Europameisterschaft der Behinderten 2001 in Sollefteå in Schweden.
Zum Behindertensport ist er durch seinen Mannschaftskameraden Frank Höfle gekommen. Vor seinem Verkehrsunfall im Juni 1990 war Baldauf beim deutschen Zoll als Zollbeamter beschäftigt.